# 武田一馬
武田 一馬（たけだ かずま、1993年11月5日 - ）は、日本の俳優・タレント・空手家。青年座映画放送所属。姉に女優の武田梨奈がいる。

## 概略
映画『ハイキック・ガール!』で映画デビュー。
特技は空手。空手一家の環境で育ち、2010年6月6日、第63回全関東空手道選手権大会・一般段組手の部で優勝したほか、2011年4月30日、第66回全関東空手道選手権大会・一般男子段組手の部優勝および宗家特別賞を受賞する等している。

## 主な出演

### 映画
- ハイキック・ガール!（英題: HIGH KICK GIRL!、2009年5月30日、ヘキサゴン・ピクチャーズ） - 跳猿 役
- KG カラテガール（英題: Karate Girl、2011年2月5日、東映ビデオ・アマゾンラテルナほか）
- サルベージ・マイス（2012年3月24日、ティ・ジョイ）
- 劇場版 私立バカレア高校（2012年10月13日、ショウゲート）
- 悪の教典（2012年11月10日、東宝）　-  泉哲也役
- ゲームセンターCX THE MOVIE 1986 マイティボンジャック（2014年2月22日、ガスコイン・カンパニー）
- 寄生獣（2014年11月29日、東宝）
- お江戸のキャンディー（2015年2月28日、アイエスフィールド、アルゴ・ピクチャーズ） -ぼんぼり太夫  役
  - お江戸のキャンディー2 ロワゾー・ドゥ・パラディ（天国の鳥）篇（2017年）
- 映画 ビリギャル（2015年5月1日、東宝）
- キリング・カリキュラム〜人狼処刑ゲーム 序章〜（2015年8月9日、Brilliant Star Films Artist）
- それからのこと、これからのこと（2016年）
- 東京彗星（2017年）
- 君の笑顔に会いたくて（2017年11月25日）- タカオ役
- DESTINY鎌倉ものがたり（2017年12月9日）
- 左様なら（2019年9月6日、SPOTTED PRODUCTIONS） - 西亮太 役
- シオリノインム（2019年8月24日）
- ペテロの帰り道（2021年5月21日）
- 軍艦少年（2021年12月10日）
- さかなのこ（2022年9月1日）
- 冗談じゃないよ（2024年5月24日）- 前田守 役
- 温泉シャーク（2024年7月5日公開）
- 伊東探偵事務所/時給1041円

### テレビドラマ
- ごめんね青春！（2014年、TBS）
- スカッとジャパンSP（2017年9月11日、フジテレビ）
- サチのお寺ごはん（2017年8月12日、BS12）
- 名古屋行き最終列車2018（2018年1月22日）
- 24時間テレビ「絆のペダル」（2019年8月24日、日本テレビ）
- 最後の晩ごはん（2019年12月、BSテレ東）ゲスト出演
- LINEの答え合わせ～男と女の勘違い～（2020年2月15日、TSUTAYAプレミアム）
- 戦国炒飯TV（2020年10月31日）
- 日本統一42～44（2021年）
- ナンバMG5（2022年4月13日 - 、フジテレビ） - 土居一馬 役
- 親愛なる僕へ殺意をこめて 第1話（2022年10月5日、フジテレビ）
- ホットスポット 第4話・第5話（2025年2月2日・9日、日本テレビ） - コンビニ店員 役[1]

### 配信ドラマ
- アシックスコワーキング「シゴトはもっと楽しめる」（2024年）

### 舞台
- 花、燃ゆる。（2020年10月19日～11月15日、明治座）